# Museo Nacional de Historia vietnamita
El Museo Nacional de Historia vietnamita (en vietnamita: Viện Bảo tàng Lịch sử Việt Nam) es un museo ubicado en el distrito Hoàn Kiếm de Hanói, Vietnam. El museo fue adquirido por el Gobierno de Vietnam en 1958 y luego las colecciones de artefactos se ampliaron para cubrir las artes orientales e historia nacional.
El museo tiene exhibiciones que abarcan desde la prehistoria de Vietnam (hace unos 300.000 a 400.000 años) hasta la Revolución de agosto de 1945 y la fundación de la República Democrática de Vietnam, organizadas en cinco secciones principales.

## Localización
El museo está situado en la parte trasera de la Ópera de Hanói. Está en 1 Trang Tien Street, 216 Tran Quang Khai Street, Hanói.

## Historia
El edificio del museo solía ser la institución de investigación arqueológica de la Escuela francesa del Lejano Oriente bajo dominio colonial francés (Louis Finot École française d'Extrême-Orient EFEO), inaugurada en 1910. Fue ampliamente reformado en 1920, y rediseñado entre 1926 y 1932 por el arquitecto Ernest Hébrard. Se considera una mezcla de la arquitectura tradicional vietnamita y colonial francesa, también llamada arquitectura de Indochina. El museo fue adquirido por el Gobierno de Vietnam en 1958 y luego las colecciones de artefactos se ampliaron para cubrir las artes orientales e historia nacional. Se abrió formalmente al público el 3 de septiembre de 1958. Las exhibiciones del museo destacan la prehistoria de Vietnam (hace unos 300.000 a 400.000 años) hasta la Revolución de agosto de 1945.

## Exhibiciones

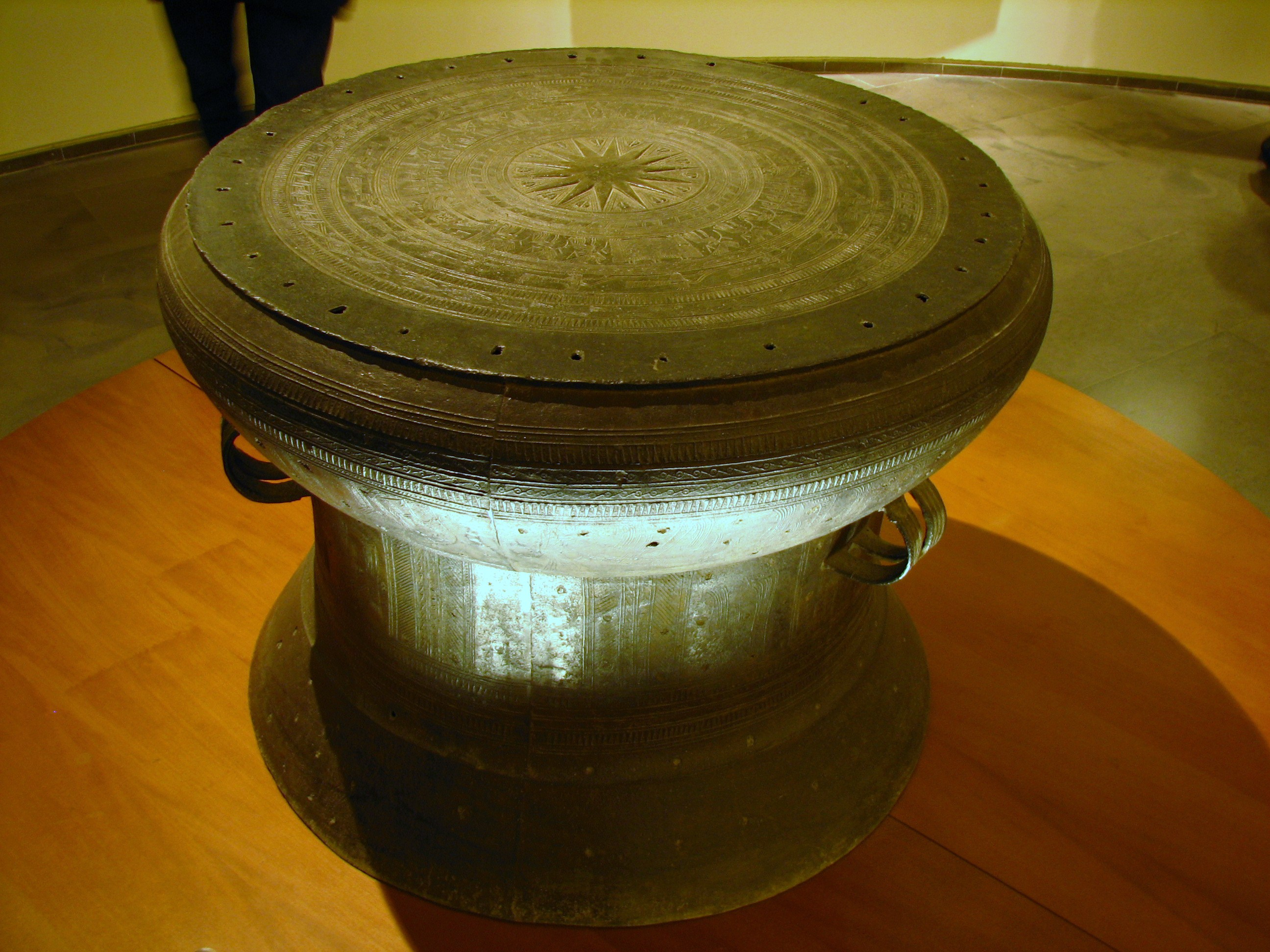
Un tambor de bronce de Đông Sơn, c.800 a. C.

Las exhibiciones en el museo incluyen mortuorios de la era Hung y del Neolítico, implementos de la Edad del Bronce como cabezas de hacha y artefactos del período Champa. Hay una escultura intimidante de Quan Am, la diosa de la misericordia, que tiene 1000 ojos y brazos. También se exhiben el trono adornado del emperador de la 13 dinastía Nguyễn, vestidos y otras antigüedades. Estos incluyen los grandes tambores Dong Son, que son un símbolo de la cultura vietnamita. A nivel del suelo, la exhibición consta de implementos de piedra, cerámica y adornos, hasta 1400 d. C. En el primer piso, las exhibiciones pertenecen al reinado monárquico desde la época de las eras Dinh y Le del 900 dC hasta los últimos emperadores de Vietnam; se trata de elementos decorativos como una cómoda con incrustaciones de nácar, recipientes cilíndricos de esmalte (frascos funerarios), cerámica y lacados brillantes. Hay una estela que se encontró durante una excavación arqueológica con una inscripción en un monumento etiquetado G1, que está dedicado al dios Harivamsesvara por Harivarman I (ca. 1137) se conserva en el museo. Las exhibiciones de nuevos artefactos cubren Vietnam Central, Sierra Central, Vietnam del Sur y también un antiguo naufragio cerca de la isla Cu Lao Cham.
Para popularizar la historia de Vietnam desde el pasado hasta el presente, la administración organizó una exposición de 450 artefactos (416 de 13 museos vietnamitas y el resto de 8 museos europeos) en Austria y Bélgica desde septiembre de 2003 hasta noviembre de 2004. El Museo Real de Arte e Historia (Reino de Bélgica) y el Museo de Etnología de Viena (República de Austria) se asociaron con esta exposición, que se tituló "Vietnam - Pasado y Presente".